# Schwedische Inlinehockeynationalmannschaft
Die schwedische Inlinehockeynationalmannschaft repräsentiert den Schwedischen Verband auf internationaler Ebene, wie bei der IIHF Inlinehockey-Weltmeisterschaft. 
Bei ihrem ersten Weltmeistertitel 2002 in Deutschland stand unter anderem der damals 20-jährige Henrik Lundqvist im Tor.

## Kader 2014
Kader bei der IIHF Inlinehockey-Weltmeisterschaft 2014 vom 1. Juni bis 7. Juli in Pardubice, Tschechien.
| 30           | Emil Kruse         | BIK Karlskoga     | BIK Karlskoga     | 7  | 0  |
| 1            | Andreas Ollikainen | BIK Karlskoga     | Mariestad BoIS    | 0  | 0  |
| Verteidigung |                    |                   |                   |    |    |
| 13           | Emil Bejmo         | Karlstad HK       | Asplöven          | 14 | 4  |
| 11           | Johan Erkgärds     | Karlstad HK       | Skövde IK         | 7  | 2  |
| 21           | Filip Gunnarsson   | Karlstad HK       | Vålerenga Oslo    | 7  | 2  |
| 2            | Johan Lilja        | Örebro IF         | HC Örnen          | 34 | 10 |
| 27           | Robin Sjörén       | Stockholm Inline  | Haninge Anchors   | 12 | 2  |
| 5            | Robin Wall         | Karlstad HK       | Forshaga IF       | 6  | 1  |
| Sturm        |                    |                   |                   |    |    |
| 28           | Dick Axelsson      | Stockholm Inline  | Frölunda HC       | 34 | 53 |
| 17           | Carl Berglund      | BIK Karlskoga     | BIK Karlskoga     | 22 | 13 |
| 16           | Mikael Eriksson    | BIK Karlskoga     | Dijon Hockey Club | 0  | 0  |
| 14           | Henric Höglund     | Karlstad HK       | Nyköpings HK      | 35 | 30 |
| 19           | Jonathan Johnsson  | Landvetter Chiefs | Frölunda HC       | 0  | 0  |
| 20           | Jesper Kokkonen    | Stockholm Inline  | Hammarby IF       | 0  | 0  |
| 10           | Marcus Nilsson     | BIK Karlskoga     | AIK Stockholm     | 19 | 16 |
| 26           | Daniel Wessner     | BIK Karlskoga     | BIK Karlskoga     | 58 | 47 |

## Trainerstab
- Trainer:  Björn Östlund
- Trainer:  Andreas Svensson
- Sportdirektor:  Tibor Gregor
- Schatzmeister:  Per-Åke Bäckman
- Physiotherapeut:  Per Sveder
- Pressesprecher:  Anders Feltenmark